# Heves Ferenc
Heves Ferenc (Máramarossziget, 1903. augusztus 4. – Konstanca, 1973. augusztus 26.) magyar közíró. Heves Renée férje.

## Életpályája
Középiskoláit Beregszászban, Nyíregyházán és szülővárosában a Református Kollégiumban végezte (1921). Magántisztviselő, előbb a Máramarosi Független Újság, majd a Máramaros című hetilap szerkesztője (1923–26); jogot hallgatott a kolozsvári egyetemen (1930–34). Részt vett a marosvásárhelyi Új Szó szerkesztőbizottságában, majd a Román Kommunista Párt (RKP) illegális erdélyi sajtóbizottságának tagja (1933–40). Mint kommunistát 1941-ben, a második világháború kitörése után internálták, Kistarcsáról csak 1945-ben szabadult. Hazatérve Kolozsvárt pártaktivista, meghívott előadó a Bolyai Tudományegyetemen (1947–50), majd Bukarestben a Nemzeti Bank tisztviselője haláláig.
Első írása a Máramarosi Újságban jelent meg (1922). Avantgárd verseivel szerepelt Vajda Miklós, Szántó Pál, Győr Ferenc és Erg Ágoston Bécsben tanuló erdélyi diákok társaságában a Fiatalok könyve című antológiában (Julius Fischer Verlag, Bécs 1924), majd barátjával, Erg Ágostonnal összeállították Groteszk plakát című verseskönyvüket, melyet a bécsi Fundamentum Verlag jelzésével Máramarosszigeten nyomtak ki (1926). Mint közíró a Nagyváradi Friss Újság állandó munkatársa (1936–40), az internálásból hazatérve az Utunk, Korunk, Brassói Lapok, Igazság és Romániai Magyar Szó, illetve Előre számára írt politikai cikkeket, könyvismertetéseket. Felidézte a munkásmozgalom erdélyi hőseinek emlékét: kapcsolatait Déri-Deheleanu Gyulával, Józsa Bélával, Kovács Katona Jenővel, Brassai Viktorral. Bukaresti barangolás című cikksorozatában (Igazság 1966–67) a fővároson kalauzol végig, megírja Erg Ágoston élettörténetét (Korunk 1973/2), a hazai és nemzetközi munkásmozgalom hagyományait ismerteti.
Halála után megjelent munkája: Heves Renée életútja (Balogh Edgár előszavával, szemelvényekkel, 1975).